# 界限城 (印第安納州)
界限城（英語：Boundary City）是位於美國印地安納州傑伊縣的一個非建制地區。該地的面積和人口皆未知。